# Episodi di Teenage Euthanasia
La prima stagione della serie animata Teenage Euthanasia, composta da 7 episodi, è stata trasmessa negli Stati Uniti, da Adult Swim, dal 6 settembre al 18 ottobre 2021.
| nº               | Titolo originale                       | Prima TV USA      |
| Prima stagione   | Prima stagione                         | Prima stagione    |
| ---------------- | -------------------------------------- | ----------------- |
| 1                | Nobody Beats the Baba                  | 6 settembre 2021  |
| 2                | Teen Eggs and Scram                    | 20 settembre 2021 |
| 3                | First Date with the Second Coming      | 20 settembre 2021 |
| 4                | The Bad Bang Theory                    | 27 settembre 2021 |
| 5                | Suddenly Susan                         | 4 ottobre 2021    |
| 6                | Adventures in Beetle Sitting           | 11 ottobre 2021   |
| 7                | Dada M.I.A.                            | 18 ottobre 2021   |
| Seconda stagione |                                        |                   |
| 1                | Remember Fun?                          | 27 luglio 2023    |
| 2                | Mother's Day                           | 3 agosto 2023     |
| 3                | Radio Frankenstein                     | 10 agosto 2023    |
| 4                | Sexually Educated                      | 17 agosto 2023    |
| 5                | CARS 4                                 | 24 agosto 2023    |
| 6                | Viva La Flappanista                    | 31 agosto 2023    |
| 7                | A League of His Own                    |                   |
| 8                | It Happening!!! (Jellybean's Birthday) |                   |
| 9                | A Waist-Down Ghost Town Shut Down      |                   |
| 10               | A Very Fantasy Vacation                |                   |

## Nobody Beats the Baba
- Titolo originale: Nobody Beats the Baba
- Diretto da: Alyson Levy
- Scritto da: Caitie Delaney e Alyson Levy

### Trama
La famiglia Fantasy si dirige all'annuale convention di pompe funebri, il Fun Con, e Baba è determinato ad assicurarsi il titolo di "miglior fluido" ai festeggiamenti di quell'anno. Lo spirito competitivo di Baba porta la sua famiglia a coinvolgergi nelle attrazioni del Fun Con, tuttavia, mentre Trophy affronta una presenza ricorrente del suo passato, lo zio Pete lotta con le sue visioni del futuro.
- Ascolti USA: telespettatori 489.000 – rating/share 18-49 anni.[2]

## Teen Eggs and Scram
- Titolo originale: Teen Eggs and Scram
- Diretto da: Alyson Levy e Scott Adsit
- Scritto da: Alisa Nutting e Alyson Levy

### Trama
Annie diventa l'ufficiale per la libertà vigilata di Trophy. Nel frattempo i clienti "funeral plus" di Pete chiedono una chiamata a casa.

## First Date with the Second Coming
- Titolo originale: First Date with the Second Coming
- Diretto da: Alyson Levy
- Scritto da: Alyson Levy e Craig Rowin

### Trama
La cotta di Annie, Kenton, afferma che un'esperienza di pre-morte gli ha mostrato il paradiso, tuttavia Trophy ha bisogno di prove. Intanto Baba vuole che Pete si scelga una maglietta da solo.

## The Bad Bang Theory
- Titolo originale: The Bad Bang Theory
- Diretto da: Scott Adsit
- Scritto da: Jordan Temple e Alissa Nutting

### Trama
Trophy e Baba vengono arrestati e competono per un perdono nel reality show Top Felon. Nel frattempo Pete cerca di insegnare ad Annie a piangere.

## Suddenly Susan
- Titolo originale: Suddenly Susan
- Diretto da: Scott Adsit
- Scritto da: Alissa Nutting e Jamie Loftus

### Trama
Per evitare una gita con Annie, Trophy scambia le anime con un cadavere.

## Adventures in Beetle Sitting
- Titolo originale: Adventures in Beetle Sitting
- Diretto da: Alyson Levy
- Scritto da: Alissa Nutting

### Trama
Annie deve fare da babysitter agli scarafaggi di Trophy. Intanto Baba diventa gelosa quando Pete si fa un nuovo amico.

## Dada M.I.A.
- Titolo originale: Dada M.I.A.
- Diretto da: Scott Adsit
- Scritto da: Jo Firestone

### Trama
Mentre Annie e Trophy giocano a Daddy, It's Me!, un gioco da tavolo che rivela la paternità, Baba accompagna Pete nel suo viaggio alla ricerca del padre.

## Remember Fun?
- Titolo originale: Remember Fun?
- Diretto da: Alyson Levy
- Scritto da: Nicole Drespel e Alyson Levy

### Trama
Quando Annie non riesce a soddisfare gli standard del partito dello stato della Florida, Trophy deve costringerla a divertirsi o rischierà di perdere la custodia. Nel frattempo, Pete, Baba e Goat rimangono attaccati l'uno all'altro con una colla per cadaveri.

## Mother's Day
- Titolo originale: Mother's Day
- Diretto da: Alyson Levy
- Scritto da: Dan Licata

### Trama
Il liceo di Annie fa mettere incinta gli studenti con bambini robot per determinare le gravidanze adolescenziali, mentre i piani falliti di Pete per la festa della mamma lo mettono in pericolo.